# Calle de la Antigua
La calle de la Antigua es una vía urbana de la ciudad de Valladolid, España.

## Descripción
Aparece descrita en Las calles de Valladolid de Juan Agapito y Revilla de la siguiente manera:

Con decir que esta calle está situada detrás del ábside de Santa María la Antigua, puede comprenderse la razón que tuvieron para darle tal nombre.

¿Y qué significado tiene eso de la Antigua, de Nuestra Señora de la Antigua? El conde Ansúrez, según su conocido epitafio, «hizo la Iglesia Mayor... —el Antigua...— San Nicolás y otras tales...», y al otorgar la carta dotal en 21 de mayo de 1095, no habla de ninguna otra iglesia de advocación de Santa María que la referida en el instrumento, y se lee de continuo Santa María la Mayor y Santa María la Antigua, siglos después. Lo de Antigua parece tener cierta prelación, en orden al tiempo, sobre la Mayor, y no se cita aquélla para nada en dicha carta dotal. A primera vista parece que la iglesia a que hacía relación la carta era la Antigua, la que existía o se estaba haciendo, y, por eso, el erudito Floranes se obstinó en afirmar que la Antigua «fue la que consagraron los Obispos» —como escribe el doctor Don José Zurita— en la fecha indicada, «la que congregó en su recinto a los Padres de los tres primeros concilios valisoletanos, la que presenció la solemne ceremonia de armar caballero a Don Sancho el Deseado, la no menor de las bodas del Emperador con Doña Rica, y sobre todo, la exaltación de San Fernando al trono de Castilla»; pues, Floranes es de parecer que hasta 1227 no se construyó la iglesia de Santa María la nueva, la llamada luego la Mayor, debida a las gestiones, sino a los dispendios, del abad Don Juan II Domínguez de Medina, que ejerció el abaciado de 1219 a 1231, persona de grandes riquezas y que figura como Canciller de San Fernando, y que luego de abad de Valladolid fue obispo de Osma y Burgos.
Pero si algo hubo de lo que supuso Floranes, fue mucho antes de 1227, medio siglo antes, por lo menos, ya que en documento de la Catedral de 18 de agosto de 1177 aparece el abad reservándose para sí las oblaciones Sancte Marie Antique, fecha más antigua en que documentalmente se ve llamar así a la conocida por ese calificativo, así como en el mismo figura Ecclesiam Beate Marie Maioris, como si de esa fecha, o poco antes, hubiera las dos Santas Marías: la Antigua y la Mayor. Además, de septiembre de 1219, el año que aparece por primera vez como abad de Valladolid Don Juan, domini Regis Cancellarius, hay otro diploma en el Archivo catedral en que se vuelve a citar las oblaciones ecclesie Sancte Marie Antique. Luego Santa María la Mayor ya estaba erigida de antes.
El error vino de Don Lucas de Tuy, quien en su Chronicon apuntó: «Sapientissimus Johannes, Regis Ferdinandi Cancellarius, ecclesiam Vallisoleti fundavit», y de él lo tomó Mariana y de ello se sirvió Floranes sin más comprobación.
Lo que pudo ocurrir es que el abad Don Juan ampliase la iglesia primitiva, la Mayor, por supuesto, ya obra del siglo XIII, y así debió suceder por existir en los escasos restos que quedan de la primera fábrica algunos detalles de más anterior data, como el arranque de la torre, del corte de la de la Antigua, como he dicho en otra ocasión.
Se ha dicho que la iglesia de la Antigua la hizo el conde para capilla de su palacio, y de ahí que no importase hacer las dos iglesias, la Mayor y la Antigua, a la vez; pero para ser capilla de sus casas principales ¿iba a estar separada de éstas por el río, por muy manso y poco caudaloso que fuera el Esgueva?

Todo ello da lugar a muchas dudas y vacilaciones, ya que no se han encontrado documentos que lo aclaren, y ya que no se han hecho trabajos de exploración en los restos que quedan de la Colegiata. Yo lo que creo es que ambas iglesias empezaron a construirse con muy poca diferencia en el tiempo: una, la Antigua, pequeña; la otra, la Mayor, de más vastas proporciones; aquélla se cubrió con techumbre de maderas vistas; ésta, con bóvedas de piedra, y por tanto, la primera se terminó pronto, pues las bóvedas de crucería que tenía la iglesia primitiva eran del siglo XIV o finales del XIII, a lo sumo, y la segunda no se terminó hasta años después, lo que no importaba para que se consagrara en 1095. Es la razón que encuentro para diferenciar la iglesia la Antigua de la Mayor.